# 反相色谱法

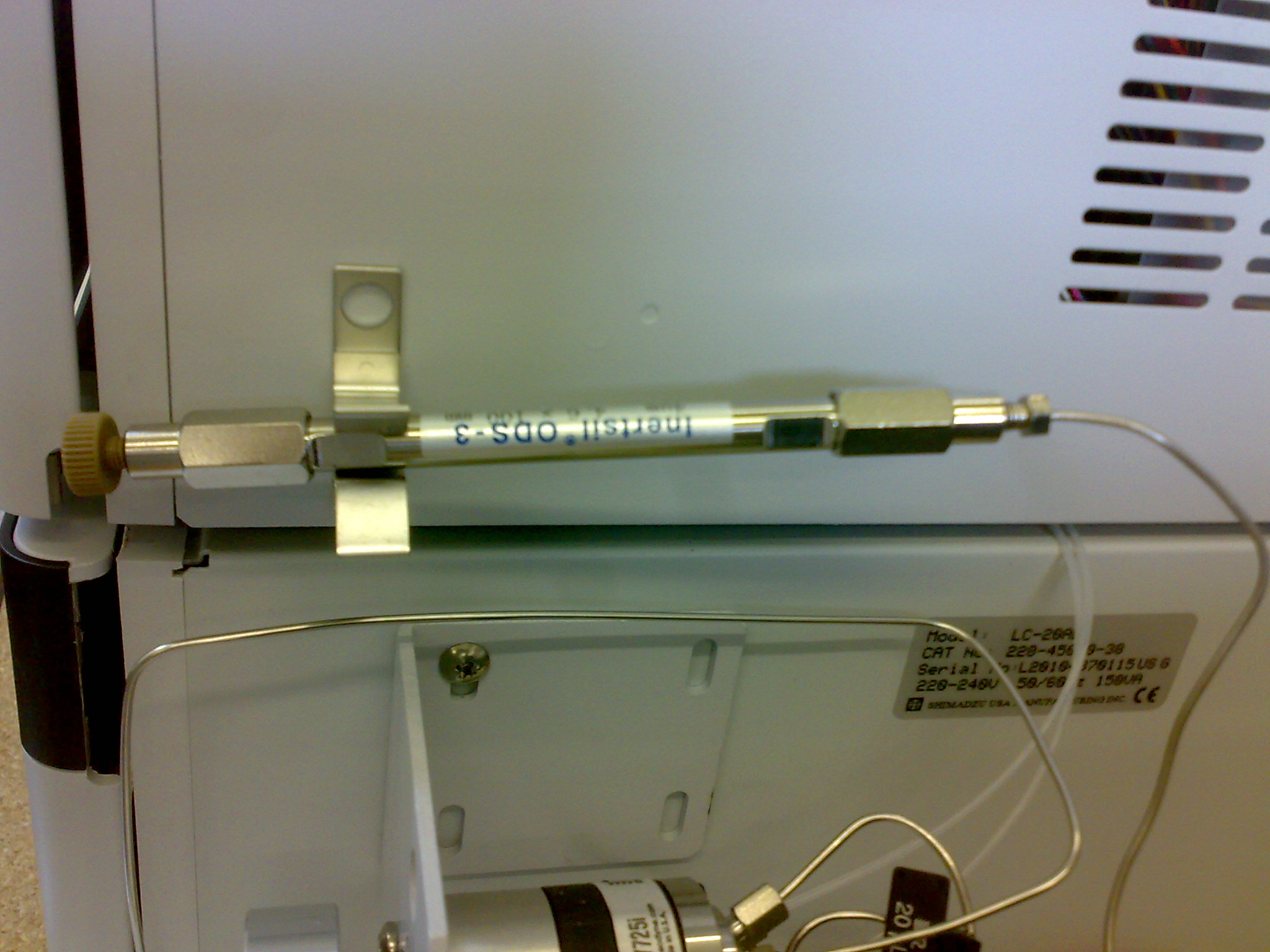
一根装于高效液相色谱仪上的C_{18}反相色谱柱。

逆向層析（英語：Reversed-phase chromatography，RPC）包含了任何一种使用非极性固定相的色谱学方法。“反相”这个词有着其历史背景。在1970年代，大多数液相色谱是在未修饰的氧化硅或氧化铝上完成的，他们表面的化学性质是亲水性的，对于极性化合物具有更强的亲和力，因此也叫做“正相”（正常）色谱。若采用烷基链共价键合到支持表面上，则会倒换洗脱顺序。在反相色谱法中，极性化合物先被洗脱出来，而非极性化合物被保持住，因为它们亲和于反相表面。在其他色谱方法中所使用的所有数学与试验研究在反相色谱中亦适用（例如色谱分辨率与柱长成正比）。如今，反相柱色谱法在分析型液相色谱中占绝大多数比例。

## 固定相

### 基于二氧化硅的固定相
任何达到足够填料程度的惰性非极性物质都可被用于制作反相色谱。最广泛使用的色谱柱是键合了十八烷基碳链（C18柱）的氧化硅（USP分类为L1），现有297种商业化的色谱柱。其后的编号有键合八烷基碳链的氧化硅C8柱（L7 - 166种色谱柱）、纯氧化硅柱（L3 - 88种色谱柱）、键合氰基的氧化硅柱（L10 - 73种色谱柱）与键合苯基的氧化硅柱（L11 - 72种色谱柱）。需要注意的是：C18柱、C8柱与苯基柱用的都是反相填料，而氰基柱可被用于反相色谱模式，这取决于分析物与流动相条件。并不是所有C18柱具有相同的保留性质，这点是值得注意的问题。使氧化硅与有机硅烷之间进行单体反应或聚合反应后，这用于生产色谱柱的第二阶段中，可使得氧化硅表面的官能化，以使剩余未键合的硅烷醇基也被覆盖起来（末端加帽）。不同固定相的表面化学性质的微妙改变会导致选择性的改变，然而总体的保留机制依然相同。

## 流动相考量
水或缓冲液与有机溶剂的混合物常备用于从反相柱上洗脱分析物。这些有机溶剂必须与水互溶，故常用的有机溶剂是：乙腈、甲醇与四氢呋喃（THF）。其他溶剂如乙醇或2-丙醇（异丙醇）亦可被使用。洗脱的施行方法有：等强度洗脱（在分离过程中水-溶剂组分始终不变）或使用梯度洗脱（在分离过程中水-溶剂组分会变化）。流动相的pH在一种分析物的保留上起着关键的作用，并且会改变对于特定分析物的选择性。带电的分析物可以经由使用离子对（亦称为离子互作用）的方法在反相柱上分离下来。此项技术亦被称作反相离子对色谱。